# Яковлєва Марина Олександрівна
Марина Олександрівна Яковлєва (нар.. 1 квітня 1959, 
 Зима ) — радянська і російська акторка театру і кіно. Заслужена артистка Російської Федерації (2000).

## Життєпис
Народилася 1 квітня 1959 року в місті Зима Іркутської області. 
Батько — машиніст. Мати Поліна Федорівна — фельдшерка. Коли Марині було п'ять років, її батьки розлучилися. Мати одружилася вдруге і разом з вітчимом переїхала до міста Шелехова. Там народився молодший брат Володимир.
У 1978 році Принцесою у фільмі Марка Захарова «Звичайне диво» могла стати Марина Яковлєва, але режисер обрав Євгенію Симонову.
У 1980 році закінчила Державний інститут театрального мистецтва імені Анатолія Луначарського (ГІТІС, курс Б. Бібікова і С. Глушанського).
З 1982 року — акторка Кіностудії М. Горького. Тоді ж зіграла роль вчительки в журналі «Єралаш» (сюжет «Давай мінятися»).
У 1989—1990 роках — акторка театру «Школа сучасної п'єси» під керівництвом Йосипа Райхельгауза.
З 1991 року — акторка Нового драматичного театру. Але в 2004 році після смерті майстра акторка покинула театральний колектив і стала з'являтися виключно в антрепризних виставах: «Ідеальна дружина»; «Незаміжня жінка»; «Кадриль»; «Біля перехрестя»; «Сини його коханки»; «Хочу на Сейшели» і «Заміжні наречені».
Зіграла першу велику роль в фільмі «Вітер мандрів» (Марфутка).
У титрах деяких фільмів зазначалася як Марина Яковлєва-Ростоцька.
При цьому, щоб забезпечувати дітей, в 1990-х роках вона, відома акторка, працювала навіть Снігуронькою на ялинках. Але поступово все змінилося — нове тисячоліття принесло багато роботи в телесеріалах.
Крім роботи в театрі і кіно, вела в 2000—2001 роках на телебаченні рубрику «Корисні поради» у програмі ТНТ «З життя жінки».
З 2011 року була ведучою програми «Новий ранок» на телеканалі ТВ-7.
З 2015 року спільно з Анною Березиною веде програму «Дамський калейдоскоп» на каналі РазТВ.
У 2002 році сталася аварія, яка привела до переломів тазових кісток. Їй говорили, що можливо, вона не зможе ходити. Вона не хотіла ставити хрест на собі і тим більше на кар'єрі акторки. Заново вчилася вставати, ходити, перемагаючи біль.

## Особисте життя
- Перший чоловік — Андрій Ростоцький (1980—1982).
- Другий чоловік — Валерій Сторожик (розлучилися в 1991).
  - Діти — Федір (нар.. 1987), Іван (нар.. 1989)[3]
- Подруга — Олена Хмельницька (нар. 12 січня 1971). Акторка театру і кіно, телеведуча.

## Визнання і нагороди
- Заслужена артистка Росії (2000) — за заслуги в галузі мистецтва[4]

- Диплом кінофестивалю у Хмельницькому (1985, за роль у фільмі «Благі наміри»).
- Приз за найкращу жіночу роль на ВКФ «Казка» у Фрунзе (1986, за роль у фільмі «Після дощику в четвер»)
- Спеціальний приз Гільдії кінознавців і кінокритиків Росії на кінофестивалі «Сузір'я» (1995, за роль у фільмі «Тінь Алангасара»)
- Приз за найкраще виконання жіночої ролі на кінофестивалі «Артек» (1996, за роль у фільмі «Маша і звірі»)
- Приз за найкращу жіночу роль другого плану на міжнародному кінофестивалі «Стожари» в Києві (2002, за роль у фільмі «Впасти вгору»)

## Творчість

### Фільмографія
1. 1975 — Коли настає вересень
2. 1978 — Вітер мандрів — Марфутка
3. 1978 — Терміновий виклик — Ксенія
4. 1979 — Взліт
5. 1979 — Моя Анфіса — Віра
6. 1979 — Прилітав марсіанин в осінню ніч
7. 1979 — Санта-Есперанса
8. 1979 — Сцени з сімейного життя — Катя Мартинова
9. 1980 — Громадянин Льошка — Лариса
10. 1980 — Інакше не можна — Феня
11. 1980 — Одного разу двадцять років по тому — Наташа, вчителька, старша донька Круглових
12. 1980 — Ескадрон гусар летючих — баришня на балу
13. 1980 — Корпус генерала Шубникова — старший сержант медичної служби Маша Гаврилова
14. 1981 — Вакансія — Полінька
15. 1981 — Люди на болоті
16. 1981 — Сашко — Зіна
17. 1981 — Циганське щастя — Варька
18. 1981 — Шостий — Єлизавета
19. 1982 — Межа бажань —  Віра Анікіна, вихователька дитячого саду
20. 1982 — Срібне ревю —  Олена
21. 1982 — Дихання грози —  Хадоська
22. 1982 — Анна Павлова —  епізод
23. 1983 — Водій автобуса — Света
24. 1983 — Тут твій фронт —  Зінаїда Маркелова
25. 1983 — Карантин —  мама хлопчика
26. 1983 — Молоді люди —  Оля
27. 1983 — Обрив —  Марфінька
28. 1983 — Петля — Віра Топіліна
29. 1983 — Ранок без оцінок — вчителька Людмила Іванівна
30. 1983 — Визнати винним — Сафонова
31. 1984 — Добрі наміри — Надія, вихователька
32. 1984 — Продовжись, продовжись, чарівність... — Люба
33. 1984 — За ніччю день йде — Женя Батюк
34. 1984 — Менший серед братів — Дорогавцева
35. 1984 — Дорога до себе — Клава
36. 1985 — Говорить Москва — Наташа Орлова
37. 1985 — Друзів не обирають
38. 1985 — Матрос Железняк — Любка
39. 1985 — Після дощику в четвер — Жар-птиця
40. 1985 — Снайпери — Надя Веткіна
41. 1985 — Таємниця золотої гори — Даша
42. 1985 — Шкідлива неділя — вчителька Любов Іванівна
43. 1985 — Далекий голос зозулі — Ксеня Ясько
44. 1986 — 55 градусів нижче нуля — Ася, дружина Дмитра
45. 1986 — Капабланка — Віра
46. 1986 — Михайло Ломоносов — Матрьона
47. 1986 — Нагородити — Льолька-злодійка
48. 1986 — Сентиментальна подорож на картоплю
49. 1988 — Всі когось люблять… — Катя
50. 1988 — Раз, два — лихо не біда! — Принцеса Марія-Луїза Іванівна
51. 1989 — Скляний лабіринт — Надька
52. 1990 — Система «Ніпель» — прибиральниця у виконкомі
53. 1990 — Стерв'ятники на дорогах — Іра
54. 1992 — Квиток в червоний театр, або Смерть гробокопача —  продавчиня
55. 1991 — Жага пристрасті
56. 1994 — Один посеред Росії
57. 1994 — Тінь алангасар — Дидик
58. 1995 — Маша та звірі
59. 1996 — Клубничка (телесеріал) — Маша
60. 1999 — Як сфотографувати дружину, щоб вона не образилася — Дружина
61. 1999 — Чарівні негідники
62. 1999 — Жартувати бажаєте?
63. 2000 — Сходинки до небес
64. 2001–2004 — Дружна сімейка — Наташа
65. 2001-2008 — Таємниці палацових переворотів. Фільми 3-7 — Марфа Остерман
66. 2002 — Даша Васильєва 2
67. 2002 — Марш слов'янки — Світлана, мати солдата Саші
68. 2002 — Російські амазонки — Ліза
69. 2002 — За лаштунками — Валя
70. 2002-2004 — Таємний знак — Ірина Петрівна Швиденко, мати Катерини Олександрівни
71. 2002 — Впасти вгору — Світлана
72. 2002 — Черемушки
73. 2003 — Історія весняного призову
74. 2003 — Вогнеборці — Валькірія
75. 2003 — Тоталізатор
76. 2003 — Дільниця — Желтякова
77. 2004 — Афромосквич — мама
78. 2004 — Диверсант — Клава
79. 2004 — Лабіринти розуму —  Пазл
80. 2004 — Московська сага —  Агаша
81. 2004 — По ту сторону вовків-2 —  Акулова
82. 2004 — Несподівана радість —  Зіна
83. 2005 — Сищики-4 —  Любов Караваєва
84. 2005 — Я не повернуся
85. 2005 — Ніколи не розмовляйте з невідомими —  Алевтина, дружина Осколкіна
86. 2006 — Аеропорт-2 —  Анастасія Миколаївна, мати Наташі
87. 2006 — Бомж —  Тамара
88. 2006 — Грозові ворота — Рая
89. 2006 — Сестри по крові — Анжела
90. 2007 — Життя зненацька — Ольга, мати Маші
91. 2007 — Іронія долі. Продовження — дружина обивателя
92. 2007 — Смокінг по-рязанськи — Любов Никітічна, мати Інни
93. 2008 — Важкий пісок — Катруся
94. 2008 — Вибір моєї матусі — Людмила Борисівна, мати Ніни
95. 2008 — Москва посміхається — сусідка
96. 2008 — Застава Жиліна — мати Лізи Савіної
97. 2008 — Своя правда — мати Марини
98. 2008 — Шалений янгол —  Лідія
99. 2009 — Легенда про Ольгу
100. 2009 — Перша спроба —  мати Соні
101. 2009 — Жінка бажає знати … —  Кіра
102. 2009 — Господиня тайги —  Зоя
103. 2010 — Анжеліка —  Катерина, мати Юлі
104. 2010 — Маруся —  тітка Паша
105. 2010 — Стройбатя —  Жанна Василівна Архипова
106. 2010 — Долі загадкове завтра —  мати Івана
107. 2010 — Була любов —  мати Ані
108. 2010 — Між першою і —  мати Каті
109. 2011 — Гюльчатай —  Галина Тимофіївна
110. 2011 — Чужі мрії —  Олена Василівна, мати Олексія
111. 2012 — Подаруй мені неділю —  тітка Олена
112. 2012 — Остання жертва —  Ніна Іванівна, мати Юлі
113. 2013 — Гюльчатай. Заради любові —  Галина Тимофіївна, мати Віті
114. 2013 — До смерті красива —  Тетяна Миколаївна
115. 2013 — Поговори зі мною про любов —  Наталя Федорівна Петруніна
116. 2013 — Любов — не картопля —  Лізка
117. 2014 — У спорті тільки дівчата —  мама Феді
118. 2014 — Жінки на межі —  Клавдія Фаддеївна
119. 2014 — Мій улюблений тато —  Надія Василівна
120. 2014 — Приватний детектив Тетяна Іванова —  Шура Шубіна
121. 2014 — Чуже життя —  Тетяна Калашникова
122. 2015 — Мамочки — Бєлоусова
123. 2016 — Подвійне життя— Ольга Петрівна
124. 2016 — Перли — няня
125. 2017 — Срібний бор — Валентина
126. 2018 — Старенькі в бігах — Катерина Львівна
127. 2018 — Сезон дощів